# Hyacinthe-Marie Cormier
Louis-Stanislas-Henri Cormier O.P. (8 de desembre de 1832, Orleans, França - † 17 de desembre de 1916, Roma, Itàlia), més conegut pel seu nom religiós Hyacinthe-Marie Cormier O.P., fou el Mestre General de l'Orde de Predicadors del 1904 al 1906, venerat com beat a l'Església Catòlica.

## Biografia
Henri Cormier va néixer al si d'una família de comerciants d'Orleans. Els primers estudis els va rebre a casa, després va passar a l'escola dels Germans Cristians i el 1846 va entrar al seminari menor d'Orleans, on va acabar els estudis de filosofia i teologia. Essent seminarista va entrar al Tercer Orde de Sant Domènec. Fou ordenat sacerdot per Félix Dupanloup, bisbe d'Orleans, el 1856.
Inspirat per la vida de la beata dominica Agnès de Jesús, Cormier decidí entrar a l'Orde de Predicadors, al convent de Flavigny-sur-Ozerain, on prengué el nom de Hyacinthe-Marie. Per problemes de salut va haver de retardar contínuament la seva professió religiosa. Finalment va professar el 29 de maig de 1859 in articulo mortis. Va aconseguir recuperar-se de la malaltia, fou nomenat mestre de novicis a la basílica de Santa Sabina. El 1863 fou nomenat prior del convent de Corbara, a Còrsega. Del 1869 al 1874 va governar com a prior la Província de Tolosa. Al Capítol General de 1904 fou escollit Mestre General de l'Orde, càrrec que va exercir fins al 1916. Durant el seu govern, Cormier va elevar el col·legi de Sant Tomàs d'Aquino al rang de Col·legi Pontifici. Entre d'altres coses, Cormier fou conegut en el seu temps per les seves predicacions, direccions i recessos espirituals.

## Culte
La fama de santedat de Hyacinthe-Marie Cormier era tal que ja en vida rebé el nom per part de Pius X de «El vell sant». La causa per la seva beatificació fou introduïda a la diòcesi de Roma el 22 de juny de 1945. L'1 de maig de 1983 fou declarat venerable pel papa Joan Pau II. El mateix pontífex el va beatificar el 20 de novembre de 1994. La seva memòria es commemora el 21 de maig.